# Zatvor
Zatvor je ustanova u kojoj osuđenici izdržavaju zatvorsku kaznu. Zatvorska je kazna jedna od mogućih kaznenih sankcija za počinitelje kaznenih djela. Ona se provodi lišavanjem slobode optuženika. Postoji dnevni, mjesečni, godišnji, višegodišnji i doživotni zatvor. 
Obično je zatvor veća rešetna ćelija sa sobom. Ali, isto tako postoje i mnogo komforniji zatvori (također rešetni) sa sobom, WC-om, luksuzom, pa čak i športskim igralištima. 
Poanta zatvora je kazniti zatvorenika za kazneno djelo, ali i rehabilitacija istog u društvo. 

## Zatvorski sustav u Republici Hrvatskoj

### Zatvori
Zatvori se ustrojavaju za obavljanje poslova izvršavanja mjere pritvora, izvršavanje kazne zatvora, izvršavanje kazne zatvora izrečene u prekršajnom postupku, osiguranje zatvora, održavanje unutarnjeg reda među zatvorenicima, dežurstva i sprovođenja zatvorenika, osiguravanja smještaja, prehrane, opreme i pravne pomoći zatvorenicima organizacije rada i strukovne izobrazbe zatvorenika, zdravstvene zaštite zatvorenika, vođenja propisanih evidencija, kadrovske i financijsko-knjigovodstvene poslove i ostale poslove koji omogućuju upravljanje i rad zatvora.
Zatvori u Republici Hrvatskoj se nalaze u: Zagrebu, Gospiću, Puli, Šibeniku, Osijeku, Rijeci, Splitu, Varaždinu, Bjelovaru, Dubrovniku, Karlovcu, Požegi, Sisku i Zadru.

### Kaznionice
Kaznionice se ustrojavaju za izvršavanje kazne zatvora izrečene u kaznenom i prekršajnom postupku, sigurnosne mjere izrečene uz kaznu zatvora, kazne zatvora kojom je zamijenjena novčana kazna izrečena u kaznenom i prekršajnom postupku, kazne maloljetničkog zatvora i mjere pritvora.
Kaznionice u Republici Hrvatskoj se nalaze u: Glini, Lepoglavi, Lipovici-Popovači, Požegi, Turopolju, Valturi, a ovdje se ubraja i Zatvorska bolnica u Zagrebu.